# Tera Wray
Tera Wray, née Tera Lents le 14 avril 1982 à Louisville et morte le 14 janvier 2016 en Californie, est une actrice pornographique américaine.

## Biographie
Alors qu'elle a 17 ans, un cancer des ovaires lui est diagnostiqué. Il sera traité à base de laser sans avoir recours à la chimiothérapie.
Elle travaille d'abord comme Hooters Girl, et commence sa carrière d'actrice pour la compagnie Pleasure Productions.
Durant l'été 2006, elle signe un contrat de deux ans avec la compagnie. Elle tourne sa première scène avec l'acteur Lee Stone dans le film Naughty Auditions. Sa première apparition se fait dans le film Sweet Smokin' Hotties en mars 2007. Elle tourne sa première scène lesbienne avec Nicki Hunter,.
Elle est fan de la musique heavy metal. Elle participe également comme modèle pour Hustler Lingerie durant la tournée musicale Ozzfest Summer Tour 2007 d'Ozzy Osbourne.
Durant le tour, elle commence une relation avec le principal chanteur et guitariste de Static-X, Wayne Static, avec qui elle se marie le 10 janvier 2008 à Las Vegas,,.
L'actrice est retrouvée morte dans son appartement le matin du 14 janvier 2016. Selon les rapports médicolégaux, elle se serait suicidée, 14 mois après le décès de son mari, car elle ne pouvait plus supporter son existence après la disparition de Wayne.

## Récompenses
Nominations
- 2008 : AVN Award – Meilleure nouvelle Starlette
- 2007 : F.A.M.E. Awards – Favorite Female Rookie[13]
- 2008 : AVN Award – Scène la plus choquante – Tattooed & Tight
- 2008 : XBIZ Award – New Starlet of the Year[14]